# Hospital de San Antonio de los Portugueses
El Hospital de San Antonio de los Portugueses fue un hospital fundado en Madrid en 1606 por mandado del consejo de Portugal para los pobres naturales de aquel reino, que formaba parte de los reinos hispánicos bajo los Austrias. La reina Mariana de Austria, segunda mujer de Felipe IV, cuando ya Portugal dejó de formar parte del Imperio español, lo cedió en el año 1668 a la comunidad de católicos alemanes, numerosa en la Corte desde la llegada de la reina consorte Mariana de Neoburgo, cambiando el nombre del hospital y de la iglesia anexa. En 1702 el rey Carlos II lo concedió a la Hermandad del Refugio. Estaba situada esta casa en la Corredera de San Pablo.
La iglesia llamada actualmente de San Antonio de los Alemanes sigue en pie y se encuentra en el distrito Centro de la ciudad. Es muy notable por su buena forma en figura oval, por la pintura al fresco de la bóveda que empezaron Francisco Rizi y Juan Carreño de Miranda y retocó Salvador Jordán, quien después pintó todas las paredes desde el anillo hacia abajo y es de sus composiciones más notables. Destaca por los buenos cuadros de santa Ana y el Cristo de este, y la santa Isabel y santa Engracia de Eugenio Caxés, por el altar mayor de mármoles y de buen gusto en su arquitectura y esculturas y finalmente, por la estatua de San Antonio, obra de Manuel Pereira.